# 新潟地方気象台
新潟地方気象台（にいがたちほうきしょうだい）は、新潟県新潟市中央区にある地方気象台。東京管区気象台の管轄であり、新潟県を含む北陸地方を統括する予報中枢官署である。

## 概要
新潟県の地上気象・生物季節の観測・地震の震度観測などを行い、天気予報・週間天気予報、気象注意報・警報・情報、地震情報・緊急地震速報、噴火警報・噴火予報の発表を行うほか、地方予報中枢として北陸地方（新潟県・富山県・石川県・福井県）と山形県・秋田県の海上の気象状況の監視も行っている。

## 沿革
- 1881年（明治14年）4月1日 - 現在の新潟市中央区学校町通に、内務省地理局新潟測候所設置[1]。
- 1891年（明治24年）1月1日 - 中央区旭町通へ移転[1]。
- 1928年（昭和3年）1月1日 - 中央区西船見町へ移転[1]。
- 1938年（昭和13年）7月30日 - 中蒲原郡鳥屋野村字下所島（編入合併、住居表示を経て現在の中央区幸西四丁目4番1号）へ移転[1]。
- 1949年（昭和24年）11月1日 - 新潟地方気象台に改称[1]。
- 1964年（昭和39年）6月16日 - 新潟地震により液状化現象による地盤沈降、さらに信濃川を遡上した津波によって浸水するなど庁舎内の施設に被害が出る[1]。
- 1965年（昭和40年）- 同地で庁舎建て替え[1]。
- 2012年（平成24年）6月28日 - 中央区美咲町一丁目の新潟美咲合同庁舎2号館[1]9階・10階へ移転。
- 2021年（令和3年）4月1日 - 地域防災官を新設[2]。

## 天気予報区分
新潟県上越
- 糸魚川市
- 上越市
- 妙高市

新潟県中越
- 三条地域 - 三条市、加茂市及び南蒲原郡田上町
- 長岡地域 - 長岡市、小千谷市、見附市及び三島郡出雲崎町
- 魚沼市
- 南魚沼地域 - 南魚沼市及び南魚沼郡湯沢町
- 十日町地域 - 十日町市及び中魚沼郡津南町
- 柏崎地域 - 柏崎市及び刈羽郡刈羽村

新潟県下越
- 岩船地域 - 村上市、岩船郡関川村及び粟島浦村
- 新発田地域 - 新発田市、胎内市及び北蒲原郡聖籠町
- 新潟地域 - 新潟市、燕市、阿賀野市及び西蒲原郡弥彦村
- 五泉地域 - 五泉市及び東蒲原郡阿賀町

新潟県佐渡
- 佐渡市

※出典：

## 地方予報区管内気象台
- 富山地方気象台
- 金沢地方気象台
- 福井地方気象台